# Steinert (Unternehmen)
Die Steinert GmbH ist ein 1889 gegründetes Unternehmen mit Hauptsitz in Köln, das in der Herstellung von Magnet- und Sensorsortiersystemen tätig ist. Diese Systeme und Technologien finden vor allem im Recyclingprozess und im Bergbau Anwendung. Jost Burger bezeichnete Steinert 2011 in einem Artikel in der Welt als eines der führenden deutschen Unternehmen der Sortier- und Separationstechnikbranche.

## Geschichte
1889 gründete Ferdinand Steinert in Köln die Firma Ferdinand Steinert Elektromagnetische Aufbereitungsanlagen mit dem Ziel, Eisen aus Gießerei- und Hüttenabfällen zurückzugewinnen. 1931 übernahm Julius Christian Buchholz das Unternehmen, das seither in Familienbesitz ist, und gliederte es in die Metalloxyd GmbH ein.
1966 entwickelte Steinert den ersten Überbandmagnetscheider, der in Recyclingprozessen zur Rückgewinnung von eisenhaltigen Metallen eingesetzt wird. 1987 folgte der exzentrische Wirbelstromscheider zur Separation nicht-ferromagnetischer Metalle.
2003 gründete Steinert die US-Tochter Steinert US Ltd. in Saint Petersburg, Florida. Ein Jahr später übernahm das Unternehmen die australische Firma Sturton-Gill Engineering. 2009 übernahm Steinert die Mehrheitsbeteiligung an der RTT Systemtechnik GmbH und firmierte sie später zur Steinert UniSort GmbH um.
2011 brachte Steinert als weltweit erstes Unternehmen ein marktfertiges System zur 3D-Sortierung heraus. 2018 erfolgte die Umfirmierung zur Steinert GmbH.
2024 übernahm Steinert die Produktfamilie MSort von der Mogensen GmbH & Co. KG und erweiterte damit das Angebot um Sortiersysteme für Flach- und Hohlglas sowie um Aggregate zur Trennung von Industriemineralien im Bergbau.

## Unternehmensstruktur
Die Steinert GmbH ist eine Tochtergesellschaft der Metalloxyd GmbH. Steinert hat ihren Sitz in Köln und verfügt über weitere Standorte in Zittau und Wedel. Am Hauptsitz in Köln befindet sich das Steinert-Test-Center, in welchem Technologien und Systeme entwickelt und getestet werden. International verfügt das Unternehmen über Standorte in den Vereinigten Staaten (Cincinnati), Australien (Melbourne) und Brasilien (Belo Horizonte).
Im Geschäftsjahr 2023 erwirtschaftete Steinert einen Umsatz von 123,2 Millionen Euro und beschäftigte durchschnittlich 277 Mitarbeiter.
Steinert ist in mehreren Branchenverbänden aktiv, darunter dem Bundesverband Sekundärrohstoffe und Entsorgung (bvse).

## Produkte und Forschung

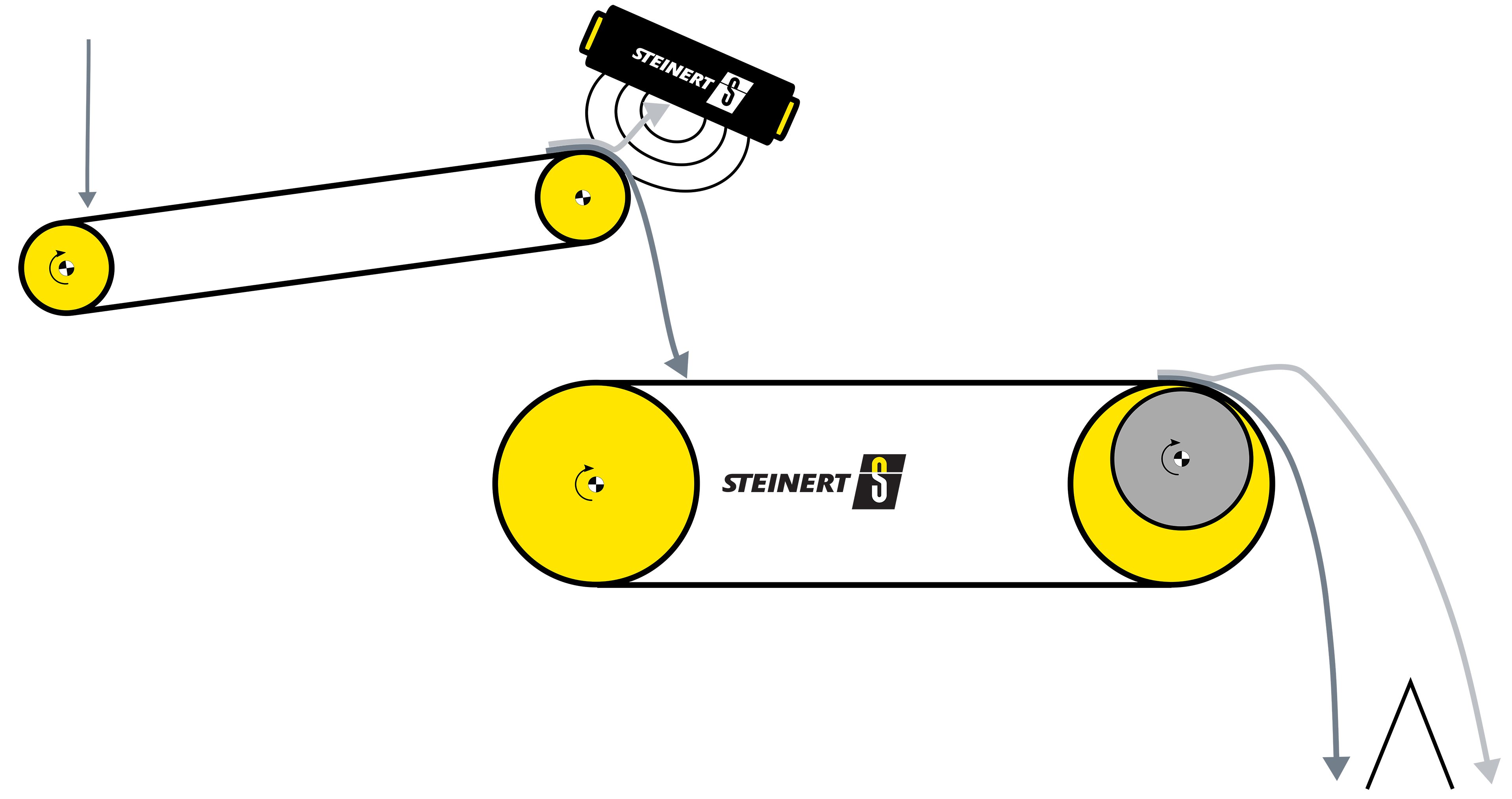
Schematische Darstellung eines Überbandmagnetscheiders in Reihe mit einem Wirbelstromscheider

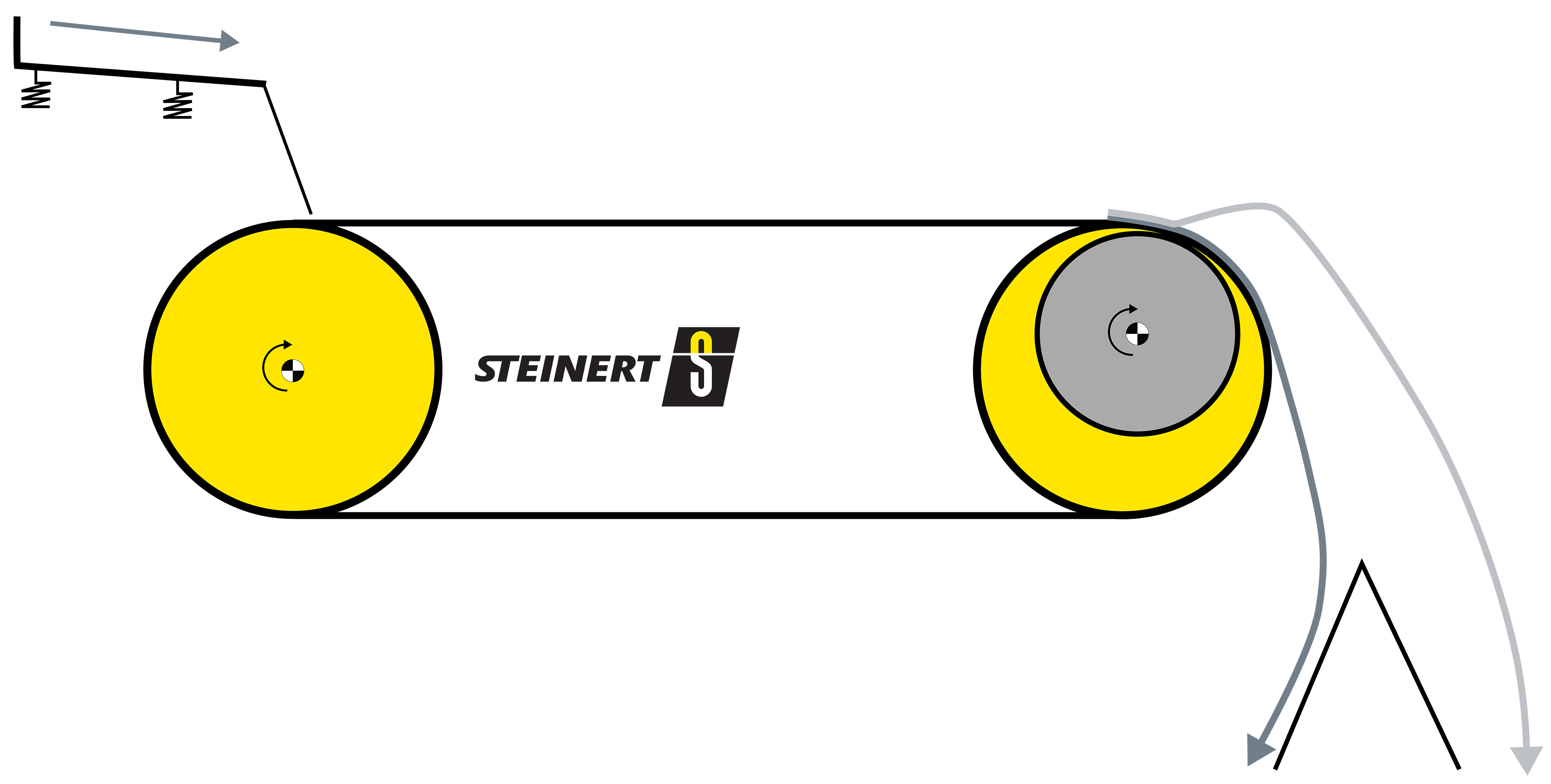
Schematische Darstellung eines Wirbelstromscheiders mit exzentrischer Polwelle

Das Unternehmen bietet verschiedene Magnet- und Sensorsortiersysteme an, die in der Abfall- und Metallaufbereitung sowie im Bergbau verwendet werden. Zu den Produkten gehören Magnetseparationsmaschinen wie Magnetbandrollen, Magnetbandscheider, Überbandmagnete und Wirbelstromscheider. Weiterhin werden Sensorsortiersysteme wie Nahinfrarotsortiersysteme, Farbsortiersysteme und Röntgensortiersysteme mit Transmissions- und Fluoreszenztechnologie hergestellt. Außerdem bietet Steinert sogenannte LIBS-Sortiersysteme für die Trennung von Aluminium und seinen Legierungen an. LIBS steht für Laser-Induced-Breakdown-Spectroscopy und ermöglicht eine genaue Bestimmung und Quantifizierung der Legierungselemente.
In Kooperation mit Instituten und Hochschulen wie der RWTH Aachen, der TU Bergakademie Freiberg, der FH Münster und dem Fraunhofer-Institut werden Systeme entwickelt, um die Sortiertechnologien an die Anforderungen moderner Recyclingprozesse anzupassen. Unter anderem entwickelte Steinert Hyperspektralsensoren, welche die Schwierigkeiten bei der Erkennung schwarzer Kunststoffe mittels traditioneller Nahinfrarotsortiersysteme (NIR) umgehen. Die von Steinert entwickelten Sensoren nutzen spezielle Materialsignaturen, die unabhängig von der Färbung sind, um so schwarze Kunststoffe zu identifizieren und zu trennen. Die Nahinfrarotsortiersysteme werden fortlaufend durch den Einsatz von bildgebenden Systemen und künstlicher Intelligenz weiterentwickelt.
Eine weitere Entwicklung von Steinert ist das exzentrische Magnetpolsystem für Wirbelstromscheider. Die exzentrische Konstruktion für die Trennung von Metallen sorgt für eine präzise Trennschärfe und geringen Verschleiß. Die Systeme verfügen laut dem Magazin WLB Wasser, Luft und Boden im Vergleich zu vorherigen Wirbelstromscheidern über höhere Durchsatzleistungen und erfordern nur selten Wartungen.

## Bildergalerie

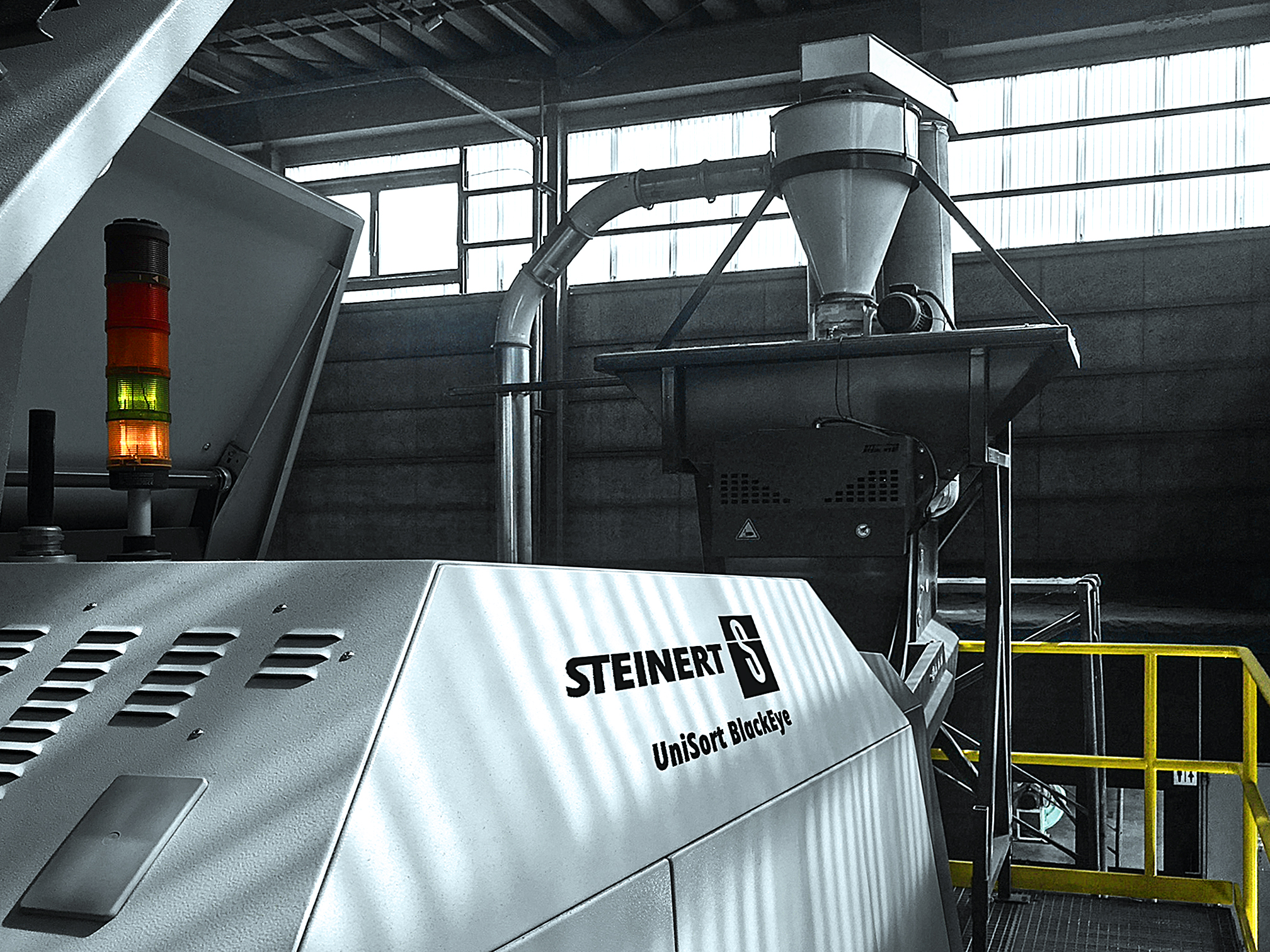
UniSort BlackEye Sortiersystem von Steinert für die Sortierung schwarzer Kunststoffe nach Typ
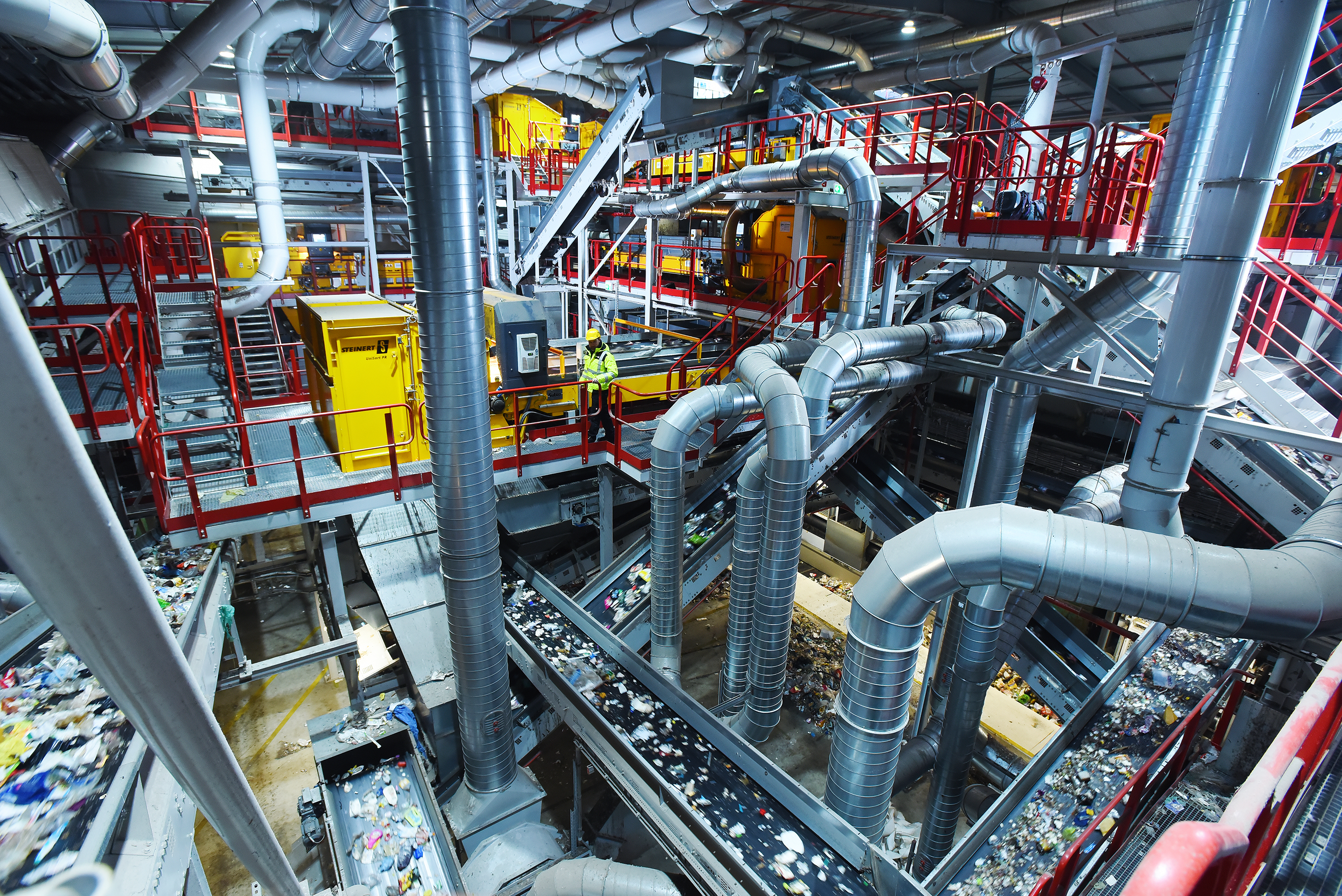
Blick in die Sortieranlage für Leichtverpackungen der Firma Hündgen Entsorgung, ausgestattet mit dem UniSort von Steiner
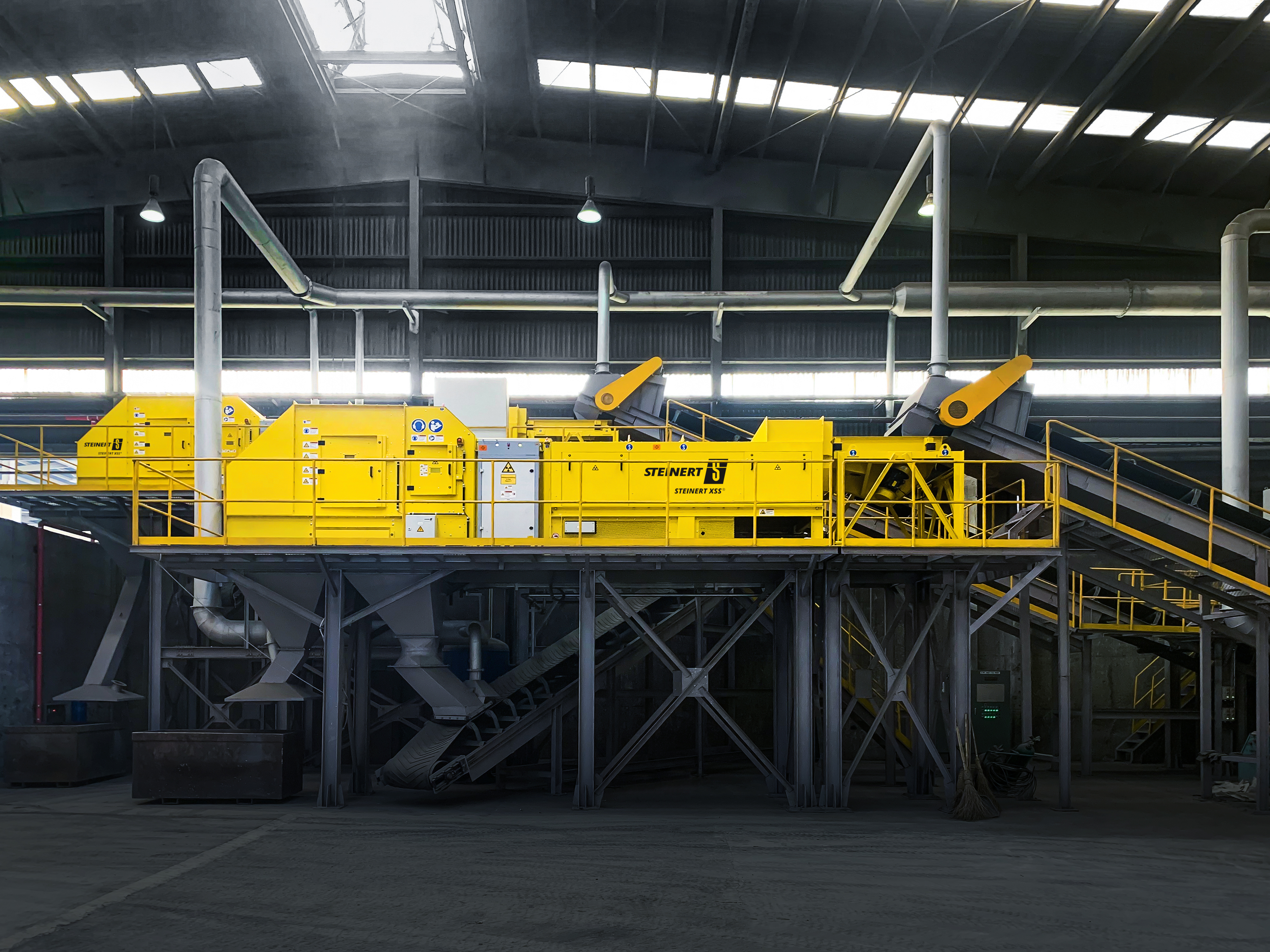
Steinert XSS T Röntgensortiersystem für die Sortierung von Metallen
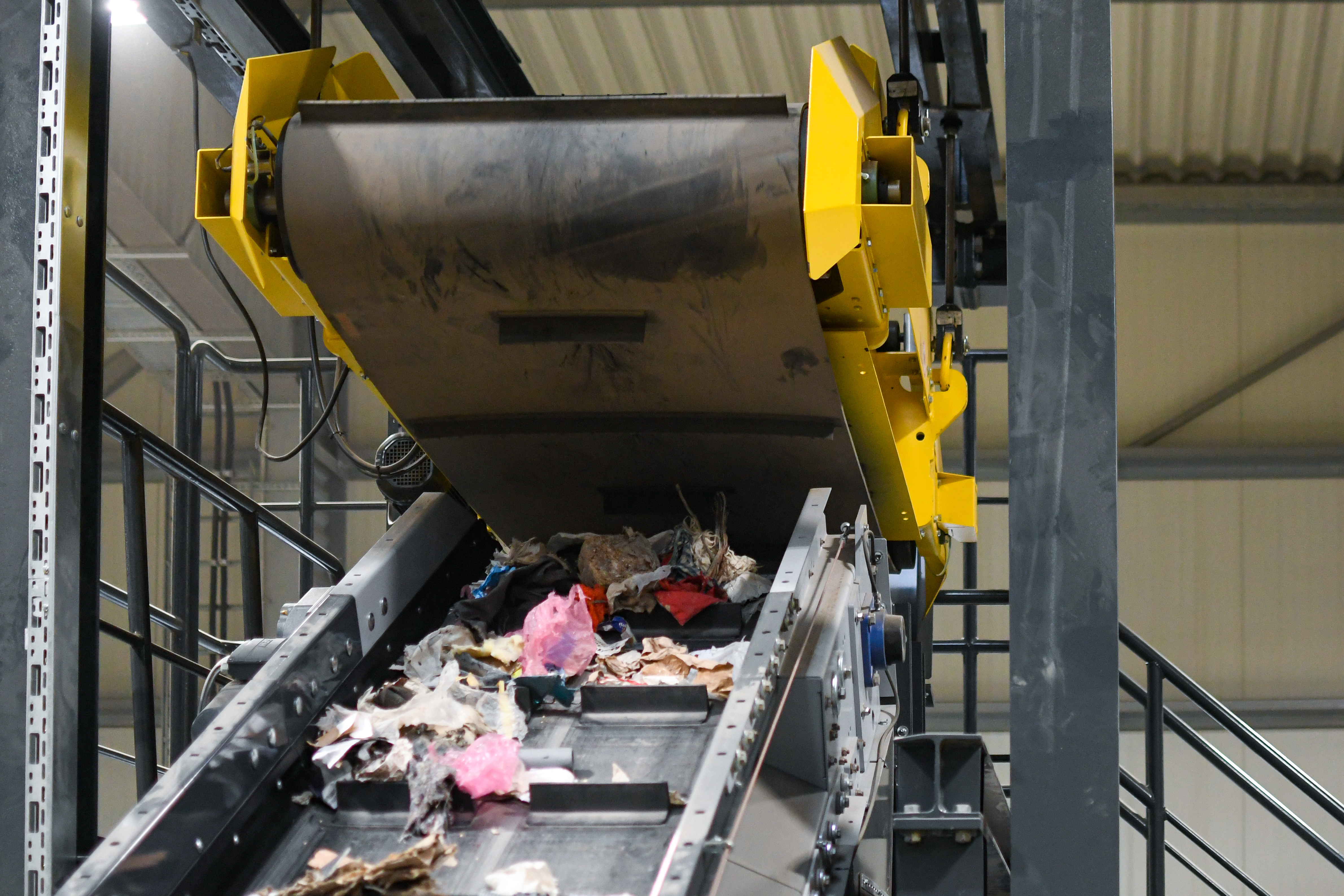
Steinert UME Überbandmagnetscheider für die Separation von eisenhaltigen Metallen von Kunststoffen